# 亚火乡
亚火乡，是中华人民共和国四川省甘孜藏族自治州理塘县下辖的一个乡镇级行政单位。

## 行政区划
亚火乡下辖以下地区：
下坝村、亚火村、麻火村、上五花村和下五花村。